# Saint-Quentin-en-Yvelines
Saint-Quentin-en-Yvelines és una comunitat d'aglomeració, al departament d'Yvelines, a la regió de l'Illa de França. La capital està a Montigny-le-Bretonneux. Està situat a l'oest de Versalles. Déu el seu nom a l'Estany de Saint-Quentin, que estava al lloc del centre de la nova ciutat.

## Composició
Des del 2016 Saint-Quentin-en-Yvelines té dotze municipis:
1. Les Clayes-sous-Bois
2. Coignières
3. Élancourt
4. Guyancourt
5. Magny-les-Hameaux
6. Maurepas
7. Montigny-le-Bretonneux
8. Plaisir
9. Trappes
10. La Verrière
11. Villepreux
12. Voisins-le-Bretonneux

## Activitat econòmica
La comunitat compte amb 5.490 empreses, i amb 105.922 treballadors. El territori és atractiu. En els darrers trenta anys, Saint-Quentin-en-Yvelines ha esdevingut el segon pol econòmic de l'oest parisenc.
Les principals empreses del territori comunal són les següents: 
- Enginyeria: Areva NC (SGN), Grup Bouyges, SAIPEM, Millipore, Eurisys.
- Altes tecnologies: Thalès, Snecma Services, Nortel Networks France, Waters France.
- Serveis: Sodexho, Amazon, Hertz, Crédit Agrícole-Indosuez.
- Technocentre Renalt, BMW France, Fiat Auto France, Nissan France, Valéo.

## Administració

### Seu
- Comunitat d'aglomeració de Saint-Quentin-en-Yvelines.

Avinguda de IV Pavés du Roy.
78180 Montigny-le-Bretonneux

### Els electes
El president de la comunitat d'aglomeració és Robert Cadalbert.
Està assistit per un despatx de 12 membres, elegits pel Consell Comunitari de 42 membres, que són els consellers municipals designats proporcionalment pels Consells municipals de les 7 ciutats que constitueixen l'aglomeració.

### Transports comunitaris
Els transports de l'aglomeració són els següents:
- el RER C, que prové de l'estació de la Biblioteca François-Mitterrand (Paris). Estació de Saint-Quentin.
- El Transilien U, provenint de La Défense: estacions de La Verrière, Trappes i Saint-Quentin.
- El Transilien N, provenint de París-Montparnasse, que també hi té tres estacions.
- Els autobusos urbans Sqybus.

Hi ha molts projectes de millores:
- La SDRIF, començat al setembre de 2008, situat en fase 1. Un projecte de prolongament del RER C fins a l'estació de Coignières.
- El departament d'Yvelines vol la prolongació del Transilien U fins a Rambouillet, a on es connectaria amb la línia N.
- El 2013 es vol crear un transport comunitari que connecti l'estació de la Verrière a la de Trappes, passant per Maurepas i Élancourt.
- Creació d'un transport comunitari entre Saint-Quentin i Massy-Palaisseau.

## Llocs i Monuments
Des de juny de 2006, Saint-Quentin s'ha unit al cercle de les Ciutats i País d'art i d'història (7 a Ile-de-France), atribuït pel ministeri de Cultura. És, així, la primera ciutat nova i també la primera ciutat de la segona meitat del segle xx a rebre aquesta etiqueta.

## Principals equipaments

### Cultura
- Teatre de Saint-Quentin-en-Yvelines: té dues sales d'espectacles (250 i 1000 places).
- El Prisme, situat al municipi d'Elancourt. Té dues sales.
- La Merise situat a Trappes. Una sala amb 1000 places.
- L'Estaminet, situat a Voisins le Bretonneux. Té dues sales d'exposicions, un club de billar, una sala d'espectacles, la sala de la Tour, la mediateca Antoine de Saint-Exupéry, un cor, un jardí, i un espai musical amb estudis de gravació.
- La granja de Bel-Ébat, a Guyancourt, que té una sala de 350 places.

### Museus i monuments
- El Museu de la Ciutat de Saint-Quentin-en-Yvelines.
- La Bateria de Bouviers, obra militar de 1879 transformat en cafè musical.
- Museu nacional de Port-Royal-des-Champs.

### Esports, Natura i Plaer
- La Base de plein air et de loisirs: ofereix una superfície de 600 hectàrees. S'hi troba una via d'aigua única a Europa, una platja de sorra de 5000 m² pel bany, un telesquí nàutic. També hi ha un golf, un centre eqüestre i un pony club. També té 90 hectàrees de reserva natural classificada com Natura 2000.
- Golf Nacional de Saint Quentin en Yvelines: creat el 1990 per la Federació Francesa de Golf, que ha rebut alguns anys l'Open de França. És el camp de golf més important d'Europa.

### Cinemes
- UGC Ciné City SQY Oest (Montigny-le-Bretonneux)
- Cine 7 (Elancourt)
- Cinema Jean-Renoir-Grenier a Sel (Trappes)
- Sala Jacques-Brel (Montigny-le-Bretonneux).

### Comerç
- L'espai Saint Quentin, que té 120 botigues.
- Sqy oest, amb una superfície de 40.000 m², dedicada als divertiments, els plaers i el benestar. Disposa de 60 botigues, un bowling, 16 sales de cinemes i 11 restaurants.

### Ensenyament
- Universitat de Versalles Saint-Quentin-en-Yvelines. Disposa de 4 unitats de formació i recerca: 
  - UFR de ciències a Versalles
  - UFR de ciències socials i humanes, a Saint-Quentin-en-Yvelines.
  - UFR de ciències polítiques i jurídiques a Saint-Quentin-en-Yvelines.
  - UFR de Medicina "Paris Ille-de-France oest", a Saint-Quentin-en-Yvelines.
- 2 Instituts Universitaris de Tecnologia (IUT), de Mantes-en-Yvelines i Mantes-la-Jolie.
- 1 Ecole interna d'Enginyers en Informàtica.
- L'Institut de Ciències i Tècniques de les Yvelines (ISTY), a Versalles i a Mantes-la-Ville.
- 1 Observatori de ciències de l'Univers.
- L'Institut Pierre-Simon Laplace (IPSL), federació de laboratoris, la direcció del qual està a Saint-Quentin-en-Yvelines.

### Mitjans de Comunicació
- Televisió local, TVFIL78, difosa per cable a l'aglomeració de Saint-Quentin-en-Yvelines, a les Yvelines i a l'Ille-de-France Oest.

## Esdeveniments i festivitats
- Polar dans la ville. Envent cultural major de Saint-Quentin-en-Yvelines. Espectacles, exposicions, llibres, lectures, cinema.
- La Tour prend l'air. Des del 1999. Un festival musical important. Des de 2002 també té el festival "off", que té molts espais oberts.
- Les Zicalizes, organitzada per l'associació Zones d'arts. És un festival de música reggae internacional.
- Banlieues'arts. Festival de pràctiques culturals i artístiques en mitjà escolar.
- Setmana de les cultures urbanes. Obres de hip-hop, rap, slam, circ i dansa. Artistes, col·lectius i associacions desenvolupen tota mena de formes artístiques.

## Cultes i religió

### Islam
- Centre islàmic de Saint-Quentin-en-Yvelines, situat a la comuna de Trappes. En construcció. Iniciat el 2003.